# Selknamia
Selknamia is een monotypisch geslacht van spinnen uit de  familie van de Anyphaenidae (buisspinnen).

## Soort
- Selknamia minima Ramírez, 2003